# Tour de France 1932
Le Tour de France 1932, 26e édition du Tour de France, s'est déroulé du 6 juillet au 31 juillet 1932 sur 21 étapes pour 4 520 km. Il a été remporté par le coureur français André Leducq.

## Parcours
Le Tour de France 1932 s'inscrit dans la période de 1905 à 1951, durant laquelle le parcours de la course réalise un « chemin de ronde », collant aux frontières de l'Hexagone.
La course commence à Paris et dans sa banlieue, comme toutes les ans jusqu'en 1950, à l'exception de 1926. Le départ est donné au Vésinet, après un défilé dans les rues de Paris depuis le siège de L'Auto, rue du Faubourg-Montmartre. Le parc des Princes accueille l'arrivée du Tour de 1903 à 1967.
Amiens (Somme) est ville-étape pour la première fois.

## Équipes participantes
| no      | Équipes             |
| ------- | ------------------- |
| 1-8     | Belgique            |
| 9-16    | Italie              |
| 17-24   | Suisse              |
| 25-32   | Allemagne/ Autriche |
| 33-40   | France              |
| 101-140 | Touriste-routier    |

## Bilan de la course
- Supériorité du Français André Leducq qui remporte 6 étapes dont 3 en montagne.
- Kurt Stöpel est le premier Allemand à porter le maillot jaune et à monter sur le podium final.
- Ce Tour fut couru à une vitesse moyenne de 29,313 km/h.

## Étapes
| Étape,    | Date       | Villes étapes                     |                   | Distance (km) | Vainqueur d’étape | Leader du classement général |
| --------- | ---------- | --------------------------------- | ----------------- | ------------- | ----------------- | ---------------------------- |
| 1re étape | 6 juillet  | Paris - Le Vésinet – Caen         | Étape de plaine   | 208           | Jean Aerts        | Jean Aerts                   |
| 2e étape  | 7 juillet  | Caen – Nantes                     | Étape de plaine   | 300           | Kurt Stöpel       | Kurt Stöpel                  |
| 3e étape  | 9 juillet  | Nantes – Bordeaux                 | Étape de plaine   | 387           | André Leducq      | André Leducq                 |
| 4e étape  | 11 juillet | Bordeaux – Pau                    | Étape de plaine   | 206           | Georges Ronsse    | André Leducq                 |
| 5e étape  | 12 juillet | Pau – Luchon                      | Étape de montagne | 229           | Antonio Pesenti   | André Leducq                 |
| 6e étape  | 14 juillet | Luchon – Perpignan                | Étape de montagne | 323           | Frans Bonduel     | André Leducq                 |
| 7e étape  | 16 juillet | Perpignan – Montpellier           | Étape de plaine   | 168           | Frans Bonduel     | André Leducq                 |
| 8e étape  | 17 juillet | Montpellier – Marseille           | Étape de plaine   | 206           | Michele Orecchia  | André Leducq                 |
| 9e étape  | 18 juillet | Marseille – Cannes                | Étape de plaine   | 191           | Raffaele Di Paco  | André Leducq                 |
| 10e étape | 19 juillet | Cannes – Nice                     | Étape de montagne | 132           | Francesco Camusso | André Leducq                 |
| 11e étape | 21 juillet | Nice – Gap                        | Étape de montagne | 233           | André Leducq      | André Leducq                 |
| 12e étape | 22 juillet | Gap – Grenoble                    | Étape de montagne | 102           | Roger Lapébie     | André Leducq                 |
| 13e étape | 23 juillet | Grenoble – Aix-les-Bains          | Étape de montagne | 230           | André Leducq      | André Leducq                 |
| 14e étape | 24 juillet | Aix-les-Bains – Évian-les-Bains   | Étape de montagne | 204           | Raffaele Di Paco  | André Leducq                 |
| 15e étape | 25 juillet | Évian-les-Bains – Belfort         | Étape de montagne | 291           | André Leducq      | André Leducq                 |
| 16e étape | 26 juillet | Belfort – Strasbourg              | Étape de plaine   | 145           | Gérard Loncke     | André Leducq                 |
| 17e étape | 27 juillet | Strasbourg -– Metz                | Étape de plaine   | 165           | Raffaele Di Paco  | André Leducq                 |
| 18e étape | 28 juillet | Metz – Charleville                | Étape de plaine   | 159           | Raffaele Di Paco  | André Leducq                 |
| 19e étape | 29 juillet | Charleville – Malo-les-Bains      | Étape de plaine   | 271           | Gaston Rebry      | André Leducq                 |
| 20e étape | 30 juillet | Malo-les-Bains – Amiens           | Étape de plaine   | 212           | André Leducq      | André Leducq                 |
| 21e étape | 31 juillet | Amiens – Paris - Parc des Princes | Étape de plaine   | 159           | André Leducq      | André Leducq                 |

Note : le règlement ne fait aucune distinction entre les étapes de plaine ou de montagne ; les icônes indiquent simplement la présence ou non d'ascensions notables durant l'étape.

## Classements finals

### Classement général
| Classement général | Classement général | Classement général | Classement général   | Classement général   |
|                    | Coureur            | Pays               | Équipe               | Temps                |
| ------------------ | ------------------ | ------------------ | -------------------- | -------------------- |
| 1er                | André Leducq       | France             | France               | en 154 h 11 min 49 s |
| 2e                 | Kurt Stöpel        | Allemagne          | Allemagne / Autriche | + 24 min 3 s         |
| 3e                 | Francesco Camusso  | Italie             | Italie               | + 26 min 21 s        |
| 4e                 | Antonio Pesenti    | Italie             | Italie               | + 37 min 8 s         |
| 5e                 | Georges Ronsse     | Belgique           | Belgique             | + 41 min 4 s         |
| 6e                 | Frans Bonduel      | Belgique           | Belgique             | + 45 min 13 s        |
| 7e                 | Oskar Thierbach    | Allemagne          | Allemagne / Autriche | + 58 min 44 s        |
| 8e                 | Jef Demuysere      | Belgique           | Belgique             | + 1 h 3 min 24 s     |
| 9e                 | Luigi Barral       | Italie             | Touriste-Routier     | + 1 h 6 min 57 s     |
| 10e                | Georges Speicher   | France             | France               | + 1 h 8 min 37 s     |
| 11e                | Albert Büchi       | Suisse             | Suisse               | + 1 h 13 min 33 s    |
| 12e                | Benoît Faure       | France             | Touriste-Routier     | + 1 h 14 min 12 s    |
| 13e                | Jean Aerts         | Belgique           | Belgique             | + 1 h 16 min 24 s    |
| 14e                | Michele Orecchia   | Italie             | Italie               | + 1 h 18 min 45 s    |
| 15e                | Georges Lemaire    | Belgique           | Belgique             | + 1 h 19 min 18 s    |
| 16e                | Maurice Archambaud | France             | France               | + 1 h 25 min 27 s    |
| 17e                | Jean Wauters       | Belgique           | Touriste-Routier     | + 1 h 29 min 21 s    |
| 18e                | René Bernard       | France             | Touriste-Routier     | + 1 h 35 min 28 s    |
| 19e                | Max Bulla          | Autriche           | Allemagne / Autriche | + 1 h 38 min 23 s    |
| 20e                | Gaston Rebry       | Belgique           | Belgique             | + 1 h 39 min 1 s     |
| 21e                | Augusto Zanzi (it) | Italie             | Touriste-Routier     | + 1 h 45 min 56 s    |
| 22e                | Ludwig Geyer       | Allemagne          | Allemagne / Autriche | + 1 h 49 min 48 s    |
| 23e                | Roger Lapébie      | France             | France               | + 1 h 55 min 27 s    |
| 24e                | Marcel Mazeyrat    | France             | Touriste-Routier     | + 1 h 56 min 53 s    |
| 25e                | Julien Moineau     | France             | France               | + 1 h 58 min 16 s    |
| modifier           |                    |                    |                      |                      |

### Challenge international
| Classement du Challenge international, | Classement du Challenge international, | Classement du Challenge international, | Classement du Challenge international, |
|                                        | Équipe                                 | Pays                                   | Temps                                  |
| -------------------------------------- | -------------------------------------- | -------------------------------------- | -------------------------------------- |
| 1re                                    | Italie                                 | Italie                                 | en 464 h 57 min 41 s                   |
| 2e                                     | Belgique                               | Belgique                               | + 7 min 27 s                           |
| 3e                                     | France                                 | France                                 | + 11 min 50 s                          |
| 4e                                     | Allemagne / Autriche                   | Allemagne / Autriche                   | + 38 min 56 s                          |
| 5e                                     | Suisse                                 | Suisse                                 | + 4 h 14 min 25 s                      |
| modifier                               |                                        |                                        |                                        |

## Liste des participants
La liste ci-dessous présente les coureurs inscrits par numéro de dossard.
| Légende | Légende                                                                    | Légende | Légende                                                    |
| ------- | -------------------------------------------------------------------------- | ------- | ---------------------------------------------------------- |
| Num     | Dossard de départ porté par le coureur sur ce Tour                         | Pos     | Position à l'arrivée de la course                          |
|         | Indique un maillot de champion national ou mondial, suivi de sa spécialité | NP      | Indique un coureur qui n'a pas pris le départ de la course |
| AB      | Indique un coureur qui n'a pas terminé la course                           | HD      | Indique un coureur qui a terminé la course hors des délais |

| Belgique | Belgique              | Belgique |
| -------- | --------------------- | -------- |
| Num      | Coureur               | Pos      |
| 1        | Jef Demuysere (BEL)   | 8e       |
| 2        | Alfons Schepers (BEL) | NP-15    |
| 3        | Georges Ronsse (BEL)  | 5e       |
| 4        | Georges Lemaire (BEL) | 15e      |
| 5        | Gérard Loncke (BEL)   | 34e      |
| 6        | Jean Aerts (BEL)      | 13e      |
| 7        | Frans Bonduel (BEL)   | 6e       |
| 8        | Gaston Rebry (BEL)    | 20e      |

| Italie | Italie                  | Italie |
| ------ | ----------------------- | ------ |
| Num    | Coureur                 | Pos    |
| 9      | Raffaele Di Paco (ITA)  | 33e    |
| 10     | Antonio Pesenti (ITA)   | 4e     |
| 11     | Aldo Canazza (ITA)      | HD-10  |
| 12     | Ambrogio Morelli (ITA)  | NP-19  |
| 13     | Eugenio Gestri (ITA)    | AB-11  |
| 14     | Francesco Camusso (ITA) | 3e     |
| 15     | Michele Orecchia (ITA)  | 14e    |
| 16     | Luigi Marchisio (ITA)   | 26e    |

| Suisse | Suisse                 | Suisse |
| ------ | ---------------------- | ------ |
| Num    | Coureur                | Pos    |
| 17     | Albert Büchi (SUI)     | 11e    |
| 18     | Ernst Hofer (SUI)      | AB-1   |
| 19     | Alfred Bula (SUI)      | 41e    |
| 20     | August Erne (SUI)      | 55e    |
| 21     | Türel Wanzenried (SUI) | HD-19  |
| 22     | Alfred Büchi (SUI)     | 36e    |
| 23     | Roger Pipoz (SUI)      | AB-6   |
| 24     | Georges Antenen (SUI)  | 29e    |

| Allemagne/Autriche | Allemagne/Autriche      | Allemagne/Autriche |
| ------------------ | ----------------------- | ------------------ |
| Num                | Coureur                 | Pos                |
| 25                 | Willi Kutschbach (GER)  | HD-16              |
| 26                 | Georg Umbenhauer (GER)  | 56e                |
| 27                 | Max Bulla (AUT)         | 19e                |
| 28                 | Oskar Thierbach (GER)   | 7e                 |
| 29                 | Herbert Sieronski (GER) | 39e                |
| 30                 | Ludwig Geyer (GER)      | 22e                |
| 31                 | Kurt Stöpel (GER)       | 2e                 |
| 32                 | Rudolf Risch (GER)      | 57e                |

| France | France                   | France |
| ------ | ------------------------ | ------ |
| Num    | Coureur                  | Pos    |
| 33     | André Leducq (FRA)       | 1er    |
| 34     | Albert Barthélémy (FRA)  | 49e    |
| 35     | Julien Moineau (FRA)     | 25e    |
| 36     | Louis Peglion (FRA)      | 47e    |
| 37     | Marcel Bidot (FRA)       | 30e    |
| 38     | Maurice Archambaud (FRA) | 16e    |
| 39     | Georges Speicher (FRA)   | 10e    |
| 40     | Roger Lapébie (FRA)      | 23e    |

| Touristes-Routiers | Touristes-Routiers       | Touristes-Routiers |
| ------------------ | ------------------------ | ------------------ |
| Num                | Coureur                  | Pos                |
| 101                | Paul Le Drogo (FRA)      | HD-5               |
| 102                | Benoît Faure (FRA)       | 12e                |
| 103                | Joseph Mauclair (FRA)    | AB-12              |
| 104                | Ernest Neuhard (FRA)     | 28e                |
| 105                | Auguste Pitte (FRA)      | HD-10              |
| 106                | Yves Le Goff (FRA)       | NP-8               |
| 107                | Fernand Fayolle (FRA)    | 35e                |
| 108                | Adrien Buttafocchi (FRA) | HD-19              |
| 109                | Marius Guiramand (FRA)   | 31e                |
| 110                | René Bernard (FRA)       | 18e                |
| 111                | François Haas (FRA)      | 51e                |
| 112                | Lazare Venot (FRA)       | 37e                |
| 113                | Léon Fichot (FRA)        | HD-5               |
| 114                | Robet Brugère (FRA)      | 52e                |

| Touristes-Routiers (suite) | Touristes-Routiers (suite) | Touristes-Routiers (suite) |
| -------------------------- | -------------------------- | -------------------------- |
| Num                        | Coureur                    | Pos                        |
| 115                        | Marcel Mazeyrat (FRA)      | 24e                        |
| 116                        | Joseph Puy (FRA)           | AB-16                      |
| 117                        | François Moreels (FRA)     | 44e                        |
| 118                        | Jean Goulême (FRA)         | 46e                        |
| 119                        | Jules Buysse (BEL)         | 40e                        |
| 120                        | Jean Wauters (BEL)         | 17e                        |
| 121                        | Jean Naert (BEL)           | AB-6                       |
| 122                        | Émile Decroix (BEL)        | 43e                        |
| 123                        | François Alexander (BEL)   | NP-8                       |
| 124                        | Félicien Vervaecke (BEL)   | NP-7                       |
| 125                        | Jozef Horemans (BEL)       | AB-9                       |
| 126                        | Augusto Zanzi (ITA)        | 21e                        |
| 127                        | Amerigo Cacioni (ITA)      | AB-10                      |
| 128                        | Luigi Barral (ITA)         | 9e                         |

| Touristes-Routiers (suite) | Touristes-Routiers (suite) | Touristes-Routiers (suite) |
| -------------------------- | -------------------------- | -------------------------- |
| Num                        | Coureur                    | Pos                        |
| 129                        | Amalio Viarengo (ITA)      | 38e                        |
| 130                        | Giuseppe Pancera (ITA)     | 32e                        |
| 131                        | Alessandro Catalini (ITA)  | AB-1                       |
| 132                        | Aleardo Simoni (ITA)       | 42e                        |
| 133                        | Francis Bouillet (FRA)     | 53e                        |
| 134                        | Nicolas Frantz (LUX)       | 45e                        |
| 135                        | Jean-Pierre Muller (LUX)   | 50e                        |
| 136                        | Fernand Cornez (BEL)       | 54e                        |
| 137                        | Vicente Trueba (ESP)       | 27e                        |
| 138                        | Hermann Müller (GER)       | AB-6                       |
| 139                        | Karl Altenburger (GER)     | 48e                        |
| 140                        | Karl Olböter (GER)         | NP-10                      |